# Тримурти
Тримурти (санск. त्रिमूर्ती trimūrti - три лика) је Свето тројство у хиндуизму, које чине Брахма, Вишну и Шива.
Тримурти симболизује да сва божанска дела произилазе из једног, јер су три аспекта међусобно зависна и комплементарна, и представљају безличног Брахама и изражавају аспекте стварања, чувања и уништавања врховног бића. Они се представљају или као три божанства, једно поред другог, или као једна фигуре са три главе и шест руку, која онда приказује Брахму са бокалом воде и молитвеним ланцем, Вишнуа са диском и шкољком и Шиву са својим трозупцем и малим дуплим бубњем дамаруом.

## Еволуција
У пуранском период је дошло до успона постведске религије и еволуције тога што Р. К. Мајумдар назива „синтетичким хиндуизмом”.
Овај период није био хомоген, и обухвата ортодоксни брахманизам у облику остатака старије ведске верске традиције, заједно са различитим секташким религијама, као што су шивајизм, вајшнавизам, и шактизам који су обухваћени ортодоксним оквирима мада су исто тако особени ентитети. Једна од важних особина овог периода је дух хармоније између ортодоксних и секташких облика. Поводом овог духа помирења, Р. К. Мајумдар је рекао да:
| „ | Његов најистакнутији израз се налази у теолошкој концепцији Trimūrti, i.e., манифестацији врховног Бога у три облика Brahmā, Viṣṇu, и Śiva... Али се покушај не може сматрати великим успехом, пошто Brahmā никад није стекао следбеничко тело које би било упоредиво са оним везаним за Шиву или Viṣṇu, и различите секте су често сматрале да је Trimūrti заправо присутан у виду три манифестације њиховог сопственог секташког бога, кога су они сматрали Браманом или апсолутним. | ” |

Идентификација Брамана, Вишнуа или Шиве као једног бића је строго наглашена у , где је у 1.6 Браман обожаван као Тримурти; 1.9 посебно наглашава јединство три бога, и 1.26 се повезује са истом темом. Историчар А. Л. Башам објашњава залеђину Тримуртија на следећи начин, напомињући западни интерес за идеју о тројству:
| „ | Мора постојати одређена сумња у то да ли је хиндуска традиција икада препознала Брамана као врховно божанство на начин на који су Вишну и Сива били замишљени и обожавани. | ” |

Концепт Тримуртија је исто тако присутан у Мајтри Упанишаду, где су три бога објашњена као његова три врховна облика.

## Погледи у хиндуизму

### Саурам
Саурамска секта која богослужи Сурју као врховно божанство и сагуна брамана не прихвата Тримурти пошто они сматрају да је Сурја Бог. Раније форме Тримуртија понекад су садржале Сурју уместо Брамана, или као четврто биће изнад Тримуртија, чије манифестације су друга три; Сурја је Браман ујутру, Вишну поподне и Шива увече. Сурја је исто тако била члан оригиналног Ведског Тримуртија, који је обухватао Агни и Вају. Део следбеника богослужи Вишу и Шови као манифестације Сурје, други богослуже Тримурти као манифестацију Сурје, а део верника искључиво богослуже само Сурју.

### Шајвизам
Шајвити сматрају да према Шајви Агами, Шива изводи пет дела - стварање, очување, разрешавање, сакривање милости, и откривање милости. Респективно, прва три дела су везана за Шиву као Садјојата (попут Брамана), Вамадева (попут Вишну) и Агора (пупут Рудра). Стога, Браман, Вишну и Рудра нису божанства различита од Шиве, већ су форме Шиве. Попут Брамана/Садјојате, Шива ствара. Као Вишну/Вамадева, Шива очувава. Као Рудра/Агхора, он разрешава. Ово стоји у контрасту са идејом да је Шива „Бог разарања”. За Шајвите, Шива је Бог и обавља сва дела, међу којима је и деструкција. Тримурти је форма самог Шиве за Шајвите. Они сматрају је Шива врховни бог, који врши разне критичне улоге и поприма подесне форме, а такође и надмашује све њих. Проминентни визуелни пример Шајвитске верзије Тримуртија је скулптура Тримурти Садашиве у Елефантским пећинама на Гарапурском острву.

### Брахманизам
Брамани следе Браму. Како је Брама богослужио господа Шиву, тако су и они следећи њега богослуже тог Бога. За њих је Брама парабраман и врховно биће. Они верују да су Вишна и Шива Брамина деца и његове форме. У брамизму се верује да је Брама креатор, Вишна одржавач и Шива рушилац. Они верују да је Брама стваралац света и богова. Он ствара, чува и уништава све како би било поново створено.

### Шактизам
Женско-центрична шактидармска деноминација додељује еминентне улоге три форме (Тримурти) врховног бића не тројици мишких богова већ богињама: Сарасвати (творкиња), Лакшми (одржаватељка), и Махакали (рушитељка). Ова женска верзија Тримурта се зове Тридеви („три богиње”). Мушки богови (Брама, Вишну, Шива) су овде потиснути на место помоћних извршилаца врховног женског Тридева.

### Смартизам
Смартизам је деноминација хиндуизма која ставља нагласак на групу од пет божанстава, пре него на само једно божанство. Систем „богослужење пет форми” (pañcāyatana pūjā), који је популарисао филозоф деветог века Шанкара међу православним браманима из смартиске традиције, обухвата пет божанстава Ганеша, Вишну, Брама, Деви и Шива. Шанкара је касније додао и Картикеју овој петорици, тако да их је укупно било шест. Он је промовисао овај реформисани систем првенствено да би ујединио главна божанства шест главних секти на равноправној основи. Монистичка филозофија коју је проповедао Шанкара омогућава је да се одабере један од њих као преферентно главно божанство, а да се истовремено обожавају других четворо/петоро божанстава као различити облици истог свеприсутног Брамана.

### Вишнуизам
Упркос чињенице да Вишну Пурана наводи да се Вишну манифестује као Брама да би стварао и као Рудра (Шива) да би разарао, вишнуизам генерално не признаје Тримурти концепт и господара Вишну, већ они верују у аватаре Вишне као што су Буда, Рама, Кришна, etc. Они исто тако верују да су Шива и Брама обоје форме Вишну. На пример, двајтска школа сматра да је сам Вишна врховни Бог, док је Шива потчињен, и они различито интерпретирају пуране. На пример, Вијајиндра Тирта, двајтски научник интерпретира 18 пурана на различит начин. Према њему су Вајшнавитски пурани сатва (модови постојања), а Шајвитски пурани тамаси (врлине) и једино се сатвајски пурани могу сматрати меродавним.
За разлику од већине других вајшнавитских школа, као што су оне Рамануџе, Мадве и Чајтанје, Сваминарајан, гуру из хиндуских сваминарајанских секти (укључујући ), нису правили разлику између Богова Вишну, Брама и Шива, Сваминарајан се знатно разликује од практично свих вајпнавитских школа по томе што сматра да су Вишну и Шива различити аспекти истог Бога. (погледаје исто тако одломке 47 и 84 религиозног текста Шикшапатри, кључног текста за све следбенике сваминарајанске вере.) Штавише, Сваминарајан је следио смартиски приступ, те је налагао следбеницима да поштују свих пет божанстава Панчајатана пује са једнаким поштовањем.